# Autorretrato vacilando entre las artes de la música y la pintura
Autorretrato vacilando entre las artes de la música y la pintura es una pintura al óleo de Angelica Kauffman realizada en 1794.

## Descripción
La obra es una pintura al óleo de unas dimensiones de 215,9 x 147,3 cm. Su título original es Self-Portrait of the Artist Hesitating Between Music and Painting. 
Kauffman utilizó alegorías y mitología clásica en este autorretrato historiado para retratarse a sí misma como una artista culta y escenificar como, siendo una niña, tuvo que elegir entre ser música o pintora. Para lograrlo, se asoció con las musas clásicas y se dotó de la autoridad y las habilidades de las alegorías femeninas, además de reinterpretar el mito popular de Hércules en la encrucijada para crear un cuadro histórico autobiográfico.
En esta alegoría, la artista se dibujó a sí misma como una joven, aunque ella tenía 53 años cuando realizó la pintura. A la izquierda posicionó la Música, vestida con un vestido rojo y una partitura en su regazo. A la derecha mostró a la Pintura señalando al horizonte, con pincel y paleta preparados. Ambas figuras ruegan a la muchacha que las elija. La mirada de la artista mira a la Música, pero su cuerpo se posiciona hacia la Pintura. Con la expresión de su cara, da a entender que está pidiendo disculpas a la Música por elegir a la Pintura.

## Historia
Fue pintada en 1794 en Roma. Forma parte de la colección de Nostell Priory en el condado inglés Yorkshire del Oeste.